# Ronnie Stevens
Pour les articles homonymes, voir Stevens.
Ronnie Stevens est un acteur britannique né le 2 septembre 1925 à Londres (Royaume-Uni). Il est décédé le 11 novembre 2006 à l'âge de 81 ans.

## Filmographie
- 1952 : Made in Heaven
- 1952 : Top Secret (en) : Aubrey
- 1953 : Love in Pawn (en) : Grocer
- 1954 : For Better, for Worse : Fishmonger's Assistant
- 1954 : The Embezzler (en)
- 1954 : Scarlet Web : Simpson
- 1955 : Fièvre blonde (Value for Money)
- 1955 : An Alligator Named Daisy : Singer
- 1955 : The Hornet's Nest : Bill
- 1955 : L'Abominable Invité (As Long as They're Happy) : Box Intruder
- 1955 : No Smoking (en) : BBC Man
- 1956 : The Narrowing Circle : Jimmy
- 1957 : Toubib en liberté (Doctor at Large) : Waiter at hôtel.
- 1957 : Dick and the Duchess (série télévisée) : Rodney
- 1958 : I Was Monty's Double : M.I.5. Tail
- 1958 : New Look (série télévisée)
- 1958 : Six Filles et un garçon (Bachelor of Hearts) : Shop Assistant
- 1959 : Après moi le déluge (I'm All Right Jack) : Hooper
- 1959 : Noggin the Nog (série télévisée) : narrateur (voix)
- 1959 : Le Mouchard (Danger Within) : Lt. Meynell, 'The Sewer Rat'
- 1960 : The Days of Vengeance (feuilleton TV) : Ritzy Fern
- 1960 : Dentist in the Chair (en) : Brian Dexter
- 1960 : L'Amour en pilules (Doctor in Love) : Harold Green
- 1961 : Dentist on the Job (en) : Brian Dexter
- 1961 : Nearly a Nasty Accident (en) : Flight Lt. Pocock
- 1961 : Un personnage très important (Very Important Person) : Hankley
- 1962 : Sara and Hoppity (série télévisée) : Hoppity / Mr Brown / Shaggy / The Junk Man (voix)
- 1962 : Le Limier de Scotland Yard (On the Beat) : Oberon
- 1962 : It's Trad, Dad! : TV director
- 1962 : Carry on Cruising (en) : Drunk Passenger
- 1962 : A Pair of Briefs : Hôtel under-manager
- 1963 : Tea at the Ritz (TV) : Arnold Barnes
- 1963 : Space Patrol (série télévisée) : Slim / Husky / Professor Haggarty (voix)
- 1963 : Docteur en détresse (Doctor in Distress) de Ralph Thomas : Manager
- 1964 : A Home of Your Own (en) : Architect
- 1965 : Give a Dog a Bone : Ringo
- 1965 : Ces merveilleux fous volants dans leurs drôles de machines (Those Magnificent Men in Their Flying Machines or How I Flew from London to Paris in 25 hours 11 minutes) : Journalist
- 1966 : The Sandwich Man : Drunk
- 1966 : San Ferry Ann : Hiker
- 1966 : Doctor in Clover (en) : TV producer
- 1964 : The Mavis Bramston Show (série télévisée) : Various (1966)
- 1967 : Around with Allen (TV)
- 1967 : Smashing Time : 1st Waiter
- 1969 : Some Girls Do : Peregrine Carruthers
- 1969 : Good bye, M. Chips (Goodbye, Mr. Chips) : Algie
- 1974 : All I Want Is You... and You... and You... : Husband
- 1980 : La Nuit des rois (TV) : Sir Andrew Aguecheek (en)
- 1982 : A.J. Wentworth, BA (série télévisée) : Rawlinson
- 1985 : Cover Her Face (feuilleton TV) : Victor Proctor
- 1985 : Les Débiles de l'espace (Morons from Outer Space) : Hôtel Russell Manager
- 1985 : Marjorie and Men (série télévisée) : Sid Parkin
- 1988 : Rarg (voix)
- 1989 : Killing Dad or How to Love Your Mother : Barber
- 1989 : Countdown to War (TV) : Phipps
- 1990 : Secret Weapon (TV) : Prof. Barnaby
- 1991 : For the Greater Good (TV) : Committee Chairman
- 1992 : Méli-mélo à Venise (Blame It on the Bellboy) : Man on Plane
- 1996 : Les Virtuoses (Brassed Off) : Albert Hall Judge
- 1998 : À nous quatre (The Parent Trap) : Grandpa Charles James